# Martin György-díj
A Martin György-díj kiemelkedő népművészeti munkásság elismeréseként adományozható állami kitüntetés.
A díj a népművészeti mozgalom szervezése területén végzett munkásság elismerésére, vagy azok számára adományozható, akik munkásságuk során kimagasló eredményeket értek el a népművészet – a tárgyalkotó népi kézművesség, vagy a néptánc, a népzene, a népdal, a népmese, a hagyományőrzés – területén, illetve akik a népművészethez kötődően kiemelkedő művészetelméleti szakírói tevékenységet folytatnak. [26/2016. (IX. 8.) EMMI rendelet]
A kitüntetés ugyanolyan állami művészeti középdíjnak számít, mint az Erkel Ferenc-; Jászai Mari-; vagy a Liszt Ferenc-díj. A díjat évente, március 15-én, négy személy kaphatja. A kitüntetett adományozást igazoló okiratot, érmet és pénzjutalmat kap. A pénzjutalom (ez az illetményalap harmincszorosa) és nyugdíj-hozzájárulással jár. 
Az Emberi Erőforrások Minisztériuma a Martin György-díj alapításával a nép- és világzenei színtér szereplőit emelte ki a Liszt Ferenc-díj köréből, így az utóbbi elismerést ezentúl csak komolyzenei előadók kaphatják.
A kitüntetést először a 2017. március 15-i nemzeti ünnep alkalmából adták át.

## Díjazottak

### 2022
- Fábián Éva népdalénekes, mesemondó, népzene pedagógus, az Óbudai Népzenei Iskola népi énektanára,
- Fekete Antal „Puma” nyugalmazott néptáncművész, népzenész, népzenegyűjtő, szabadfoglalkozású zenész és hangszerjavító,
- Sztanó Hédi néprajzkutató, filmrendező, bibliográfus, Hagyományok Háza Martin György Médiatár Hang- és mozgóképtár nyugalmazott munkatársa,
- Türei Lengyel László néprajzi gyűjtő, az Erdélyi Hagyományok Háza Alapítvány munkatársa.

### 2021
- Cseri Miklós, a Szabadtéri Néprajzi Múzeum főigazgatója
- Havasréti Pál népzenész, a paksi Pro Artis Alapfokú Művészeti Iskola zenetanára
- Sára Ferenc koreográfus
- Székely Tibor, a Magyar Huszár és Katonai Hagyományőrző Szövetség elnöke

### 2020
- Bali János néprajzkutató
- Istvánfi Balázs népzenetanár
- Tötszegi András néptáncoktató, néptánc-gyűjtő
- Virágvölgyi Márta népzenész, hegedűtanár.

### 2019
- Balogh Kálmán
- Berán István
- Bodza Klára
- Felföldi László dr.
- Stoller Antal
- Szabadi Mihály
- Szerényi Béla
- Varga Zoltán

### 2018
- Kiss Ferenc zeneszerző, népzenekutató, az Etnofon Zenei Kiadó alapítója és művészeti vezetője
- Dr. Pávai István népzenekutató, a Magyar Tudományos Akadémia Bölcsészettudományi Kutatóközpont Zenetudományi Intézet tudományos főmunkatársa
- Dr. Takács András néptánckutató
- Varga János koreográfus, a Lartis Nonprofit Kft. ügyvezetője.

### 2017
- Borbély Jolán, néptánckutató, etnográfus, pedagógus
- Dr. Diószegi László, a Teleki László Alapítvány igazgatója, a Martin György Néptáncszövetség elnöke
- Héra Éva, a Muharay Elemér Népművészeti Szövetség elnöke, népművelő
- Vavrinecz András, a Hagyományok Háza népzenekutatója